# Jonathan Bru
Pour les articles homonymes, voir Bru.
Jonathan Pierre Bru, né le 2 mai 1985 à Neuilly-sur-Seine en France, est un ancien footballeur international mauricien et international espoir français ayant évolué au poste de milieu de terrain. Il est désormais reconverti en tant que dirigeant et entraîneur. Il est le frère ainé de Kévin Bru, également footballeur professionnel.

## Biographie

### Footballeur professionnel
Jonathan Bru voit le jour en région parisienne de parents d’origine de l’Île Maurice. Il y passera son enfance baigné dans le football dès son plus jeune âge. Après des années de pratique dans les rues du 20ème arrondissement de Paris. Il rejoint son tout premier club et signe sa première licence de footballeur à l’US Paris XI à l’âge de 9 ans. Il intègre ensuite l’école de football du Paris FC en 1996. En 1998, Bru intègre l’INF Clairefontaine. A la fin de sa première année de préformation, il décide de s’engager avec le Stade rennais, club qu’il rejoindra après ses trois années de préformation à INF Clairefontaine. Pendant ce temps là, Il évolue le week end avec le Paris FC et le CS Brétigny.
Sous les couleurs de l'INF Clairefontaine, invaincu toute la saison, il remporte le championnat de France des moins de 15 ans 2000-2001 face à l'AS Saint-Étienne. Il fréquente régulièrement toutes les sélections nationales de l’équipe de France des 15 ans aux espoirs. À partir de ce moment, il commence réellement à se tailler une réputation de milieu de terrain dans la majeure partie des clubs français, ce qui lui vaut d’être comparé à Peter Luccin.
Après avoir signé son premier contrat professionnel dans son club formateur en Janvier 2004. Le 31 du même mois, c'est Laszlo Boloni qui le lance dans sa carrière au plus haut niveau sous le maillot du Stade rennais. Jonathan fait partie de la génération Briand, Gourcuff, Arnold Mvuemba au centre de formation de Rennes.
Après un passage à Istres de deux ans avec Jean-Louis Gasset, il s'engage ensuite avec l'AE Paphos à Chypre puis signe ensuite avec le club portugais de première division, l'Académica de Coimbra. Le 26 juillet 2010, il signe un contrat d'une année avec l'UD Oliveirense puis à UD Moreirense. En 2012, il rejoint ensuite le club australien du Melbourne Victory sous les commandes d’Ange Postecoglou durant 2 ans avant de repartir dans le club de l’UD Oliveirense pour une saison. Libre de tout contrat, il rejoint en janvier 2016 l’AS Poissy. Il achève sa carrière sur un match international avec l’Île Maurice contre le Ghana.
Il compte 36 sélections en équipe de France jeunes (-16 ans, -17 ans, -18 ans, -19 ans, -21 ans, espoirs) pour 3 buts. En 2010, il décide de jouer pour Maurice, le pays d'origine de ses parents. Le 4 septembre 2010, pour sa première sélection, il marque un but face au Cameroun en éliminatoires de la Coupe d'Afrique des nations 2012.

### Reconversions multiples (depuis 2016)
Dirigeant puis entraîneur
En 2016, il prend sa retraite sportive et change de statut en devenant le Directeur Technique National Adjoint de la Mauritius Football Association (MFA). En parallèle, il passe son diplôme UEFA B.
Il entreprend la relance des championnats des écoles de foot, championnats jeunes filles et garçons et du projet FIFA Grassroots. Bru décroche également une place historique en finale lors de la Cosafa 2017 des -17 ans, une première pour Maurice qui atteint une finale africaine de football. L’équipe est décorée lors des National Sports Awards.
Lors de la rentrée 2017, il s'inscrit à la formation de manager général de club sportif dispensée par le Centre de droit et d'économie du sport de Limoges. Il contribue également à la venue des joueurs expatriés afin de défendre les couleurs de la sélection nationale, et a joué de ses relations pour exporter des joueurs mauriciens à l’étranger.
À partir de janvier 2018, Jonathan Bru fait venir Francisco Filho comme sélectionneur national et devient Directeur Technique National ainsi qu’entraîneur adjoint de l’équipe Nationale jusqu’en Novembre 2019.
De retour en France, en 2020, il intègre le club du Red Star dans lequel il occupe la fonction d’entraîneur adjoint de l’équipe réserve.
En 2021, il décroche son diplôme UEFA A et devient entraîneur principal de l’équipe U20 Élite qui évolue au plus haut niveau de sa catégorie. Il réalise, avec cette équipe, un parcours de qualité en restant invaincu toute la première partie de la saison et en terminant à la seconde place du championnat  et vainqueur de la coupe du 93.
À la suite de cette saison, il est nommé en tant qu'entraineur principal de l'équipe réserve du Red Star.

## Palmarès
- 2001 : Champion de France -15 ans avec l’INF Clairefontaine.
- 2002 : Champion de France -17 ans avec le Stade rennais.
- 2002 : Vice-champion d’Europe avec l’équipe de France des moins de 17 ans.
- 2003 : Vainqueur de la Coupe Gambardella avec le Stade rennais.
- 2005 : Vainqueur du Tournoi de Toulon avec l’équipe de France espoirs.

## Statistiques
- 1 match et 0 but en Ligue 1
- 9 matchs et 0 but en Ligue 2
- 14 matchs et 1 but en National
- 30 matchs et 4 but en 1re division portugaise